# Жилбер дьо Бурбон-Монпансие
Жилбер дьо Бурбон-Монпансие (на френски: Gilbert de Bourbon-Montpensier; * 1443; † 15 октомври 1496, Поцуоли) e френски благородник, 5-и граф на Монпансие (1486 – 1496), 13-и дофин на Оверн, граф на Клермон (1486 – 1496), вицекрал на Неаполитанското кралство (1495 – 1496).

## Произход
Той е най-голям син на Луи I Бурбон-Монпансие († 1486), 4-ти граф на Монпансие (1434 – 1486), дофин на Оверн и граф на Клермон (1428 – 1486), граф на Сансер (1436 – 1451), и на втората му съпруга Габриела дьо Ла Тур († 1486), дъщеря на Бертран VI дьо Ла Тур, граф на Оверн и Булон, и Жакет дьо Пеши.

## Биография
През 1471 и 1475 г. младият Жилбер дьо Бурбон в състава на кралската армия участва в битките против херцога на Бургундия Шарл Дръзки.
През май 1486 г., след смъртта на баща си Луи I дьо Бурбон-Монпансие, Жилбер дьо Бурбон наследява титлата „Граф на Монпансие, дофин на Оверн и граф на Клермон“.
През 1488 г., по време на войната на регентката Ан дьо Божьо срещу херцог Франсоа II Бретански, Жилбер дьо Бурбон съхранява верността си към короната на Франция. През 1489 г. той ръководи отбраната на Графство Русийон от войските на Фернандо II Католик, крал на Арагон.
През 1495 г. френският крал Шарл VIII назначава Жилбер дьо Монпансие за първи вицекрал на Неаполитанското кралство. През октомври следващата 1496 г. Жилбер умира в Поцуоли (Кампания).

## Брак и потомство
∞ 24 февруари 1482 за Клара Гондзага (* 1 юли 1464, † 2 юни 1503), дъщеря на Федерико I Гондзага, 3-ти маркиз на Мантуа (1478 – 1484), и Маргарета Баварска, от която има четирима сина и две дъщери:
- Луиза дьо Бурбон-Монпансие (* 1482, † 1561), херцогиня на Монпансие (1538 – 1561), дофина на Оверн, ∞ 1. 1499 за Андре III дьо Шовини († 1503), виконт на Бросе; 2. 1504 за Луи дьо Бурбон-Вандом (* 1473, † 1520), принц на Ла Рош сюр Йон.
- Луи II дьо Бурбон-Монпансие (* 1483, † 1501), 6-и граф на Монпансие, дофин на Оверн и граф на Клермон (1496 – 1501)
- Шарл III дьо Бурбон-Монпансие (* 1489, † 1527), 7-и граф на Монпансие, дофин на Оверн и граф на Клермон (1501 – 1527), херцог на Шателро (1515 – 1527), 8-и херцог на Бурбон (1505 – 1527), граф на Клермон ан Бовези, граф на Форез и на Ла Марш (1505 – 1525), княз на Домб (1505 – 1523), конетабъл на Франция (1515 – 1523)
- Франсоа дьо Бурбон-Монпансие (* 1492, † 1515), херцог на Шателро (1515)
- Рене дьо Бурбон-Монпансие (* 1494, † 1539), господарка на Меркьор, чрез брак херцогиня на Лотарингия; ∞ 1515 за Антоан II Добрия (* 4 юни 1489, † 14 юни 1544)
- Ана дьо Бурбон-Монпансие (* април 1495, † 1510)